# Crowz (álbum de Slipknot)
Crowz iria ser o primeiro álbum de estúdio da banda de heavy metal estadunidense Slipknot.

## História
Crowz iria ser o primeiro álbum de estúdio da banda, mas nunca foi lançado, sendo substituído pelo álbum Slipknot.
Uma vez Mick Thomson falou sobre ele: "Crowz nunca existiu!". A maioria de suas músicas foram descartadas para sempre, outras usadas no álbum Slipknot. O álbum foi gravado e regravado várias vezes. Vários fatores contribuíram para seu cancelamento, um deles foi a saída do vocalista Anders Colsefni da banda.

## Origem
O nome do álbum saiu de um fato curioso e assustador, que aconteceu quando a banda voltava de um show e começaram a aparecer vários corvos que cercaram o carro. Quando Paul piscou os faróis do carro, os corvos voaram em direção às árvores, formando uma grande massa escura. Um dia, na garagem de seus pais, Shawn achou um corvo morto e o guardou em um frasco de picles, deixando-o em conserva. Ele começou a levar o frasco para os shows, o que fazia com que ele e os fãs vomitassem. Até hoje Shawn guarda o frasco como lembrança (mas sem o corvo).

## Faixas
Todas as faixas escritas e compostas por Slipknot. 
| N.º            | Título                                                                                   | Duração |  |
| 1.             | "Slipknot/Gently"                                                                        | 8:38    |  |
| 2.             | "Me Inside"                                                                              | 2:52    |  |
| 3.             | "Do Nothing/Bitchslap"                                                                   | 4:16    |  |
| 4.             | "Coleslaw"                                                                               | 2:15    |  |
| 5.             | "Only One"                                                                               | 3:12    |  |
| 6.             | "Prosthetics" (As versões iniciais da música nessa época eram chamadas de "Prosthesis".) | 5:40    |  |
| 7.             | "Carve"                                                                                  | 3:57    |  |
| 8.             | "Tattered & Torn"                                                                        | 2:39    |  |
| 9.             | "Windows"                                                                                | 3:49    |  |
| 10.            | "Interloper"                                                                             | 2:58    |  |
| 11.            | "Scissors"                                                                               | 8:04    |  |
| Duração total: | Duração total:                                                                           | 50:00   |  |

## Integrantes
- Anders Colsefni (percussão e vocais)
- #1 - Joey Jordison (bateria)
- #2 - Paul Gray (baixo)
- #3 - Greg Welts (percussão e vocal de apoio)
- #4 - Josh Brainard (guitarra)
- #5 - Craig Jones (samples)
- #6 - Shawn Crahan (percussão e vocal de apoio)
- #7 - Mick Thomson (guitarra)
- #8 - Corey Taylor (vocais)